# Gripport
Gripport är en kommun i departementet Meurthe-et-Moselle i regionen Grand Est (tidigare regionen Lorraine) i nordöstra Frankrike. Kommunen ligger i kantonen Haroué som tillhör arrondissementet Nancy. År 2022 hade Gripport 271 invånare.

## Befolkningsutveckling
Antalet invånare i kommunen Gripport
| Referens: INSEE |